# 五月花号
五月花号（英语：Mayflower）是一艘英国船只，于1620年将一群英国分离主义者（当时被称为separatists，今天被称为天路客，英语：pilgrims）从英格兰运送到新大陆。经过10周艰苦的海上航行，五月花号带着102名乘客和大约30名船员抵达美洲，1620年11月21日 （旧历11月11日）在今美国马萨诸塞州科德角附近抛锚靠岸。
很多人以为五月花上的乘客全都是清教徒，但其中部分人是为了经济机会和新生活的可能性。这些人加入了清教徒的队伍英国的清教徒试图改革和净化英国国教，但五月花上的天路客决定与英国国教分离，因为他们认为英格兰教会不仅抵制改革，而且过于腐败。从1608年开始，这些英国天路客离开英国前往荷兰；1620年，他们决定穿越大西洋去往北美。在那里他们将建立北美新英格兰地区的第一个移民居住区，普利茅斯殖民地。 
当他们到达北美以后，1620年的冬季格外寒冷，102名乘客有一半因病去世。但是活下来的50人在北美新英格兰扎根，生养众多。他们的后代中有很多美国著名人物。
在五月花号前往北美的航程中，这些乘客们在会议中签署了著名《五月花号公约》；这个公约成为160年以后美利坚合众国成立时的宪法精神基础。

## 船只

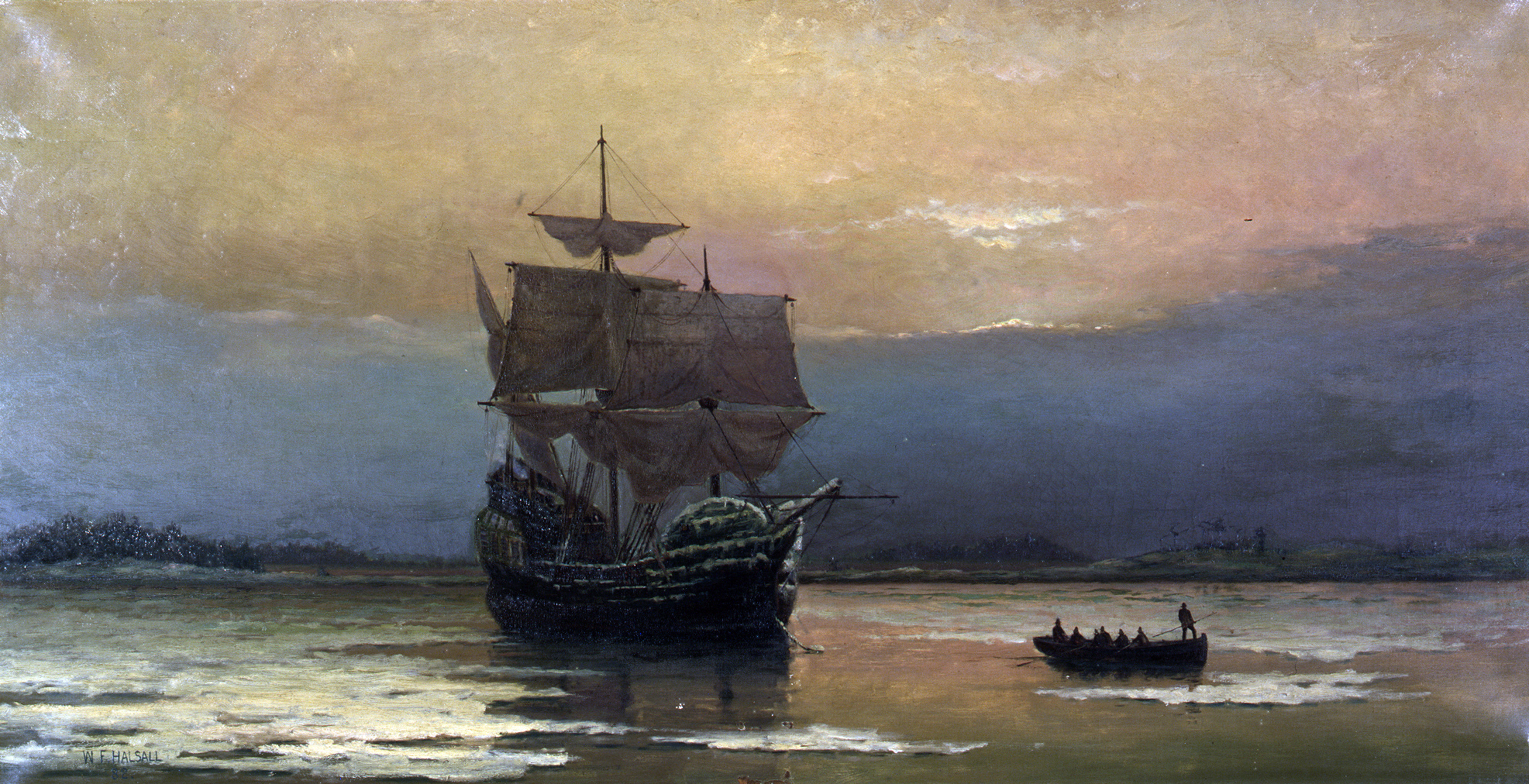
《五月花号在普利茅斯港》，由William Halsall绘于1882年

五月花号是英国的一艘三桅帆船，排水量180吨。从它的载重和当时180吨商船的一般尺寸出发，可以估计它长约90–110英尺（27.4-33.5米）、宽约25英尺（7.6米）。经过更详细的研究，人们制作了一件尽可能和原船相近的复制品“五月花二号”（于1956年9月22日下水）。
五月花号在前往新大陆之前是一艘进行商业贸易（通常是葡萄酒）的货船，主要来往与英国和法国，以及挪威、德国、西班牙等其他欧洲国家之间。在1609年至1622年间，这艘船归克里斯托弗·琼斯所有，他是一位跨大西洋航行的舰长，总部设在英国伦敦罗瑟希德。在琼斯逝世后，该船很有可能在1623年在罗瑟希德港被分割为木材。1955年完成制造。据称位于英国白金汉郡乔丹斯（Jordans）的五月花号库房（Mayflower Barn）就是用这些木材建造的。

## 远航动因

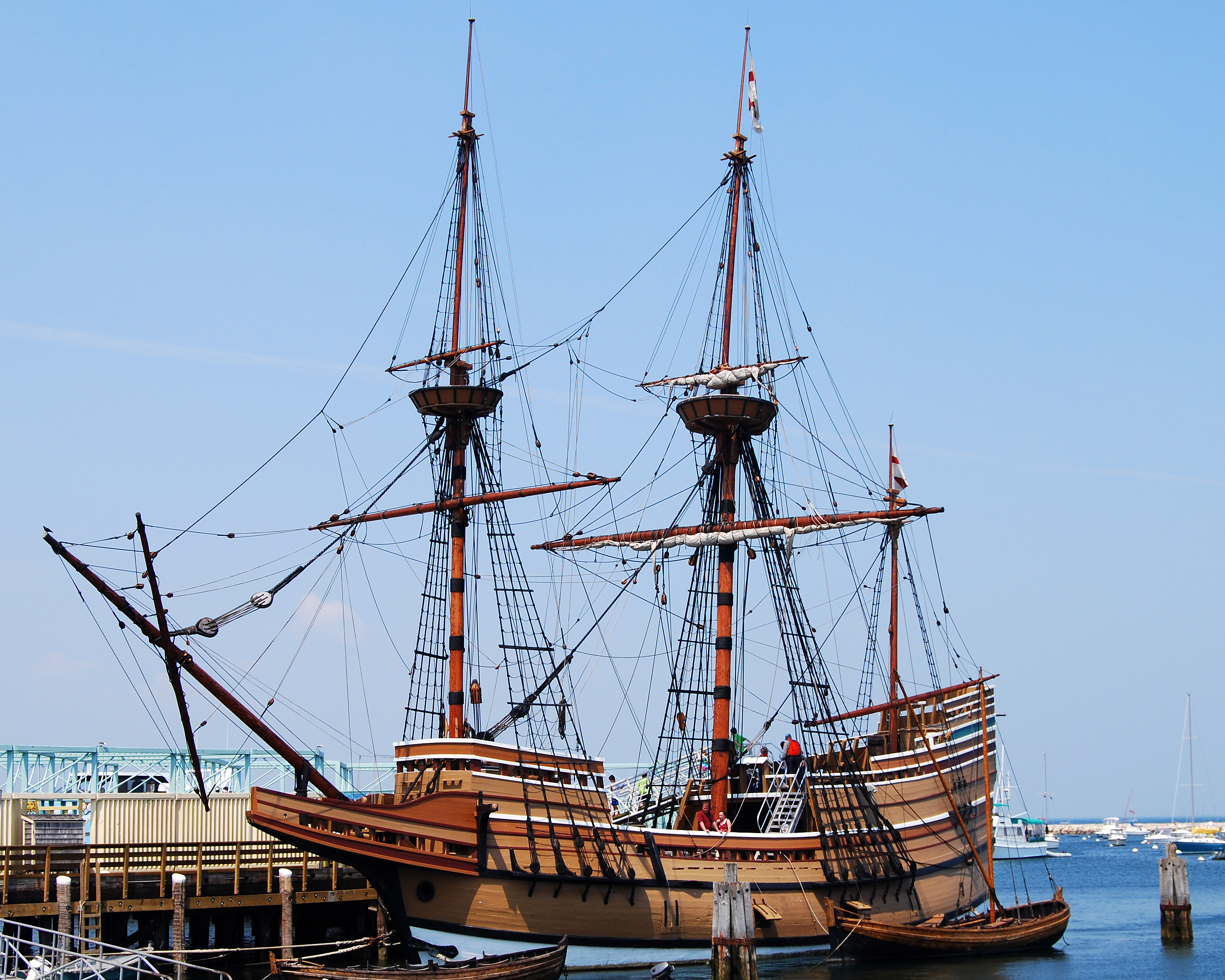
五月花号的复制品，五月花二号。现停泊于麻省普利茅斯

大約400名流亡在荷蘭萊頓的英國新教徒對英國國教未能革除他們認為的許多過度和濫用行為感到不滿，但他們並沒有像清教徒那樣為英格蘭的變革而努力，而是選擇在1608年以分離主義者的身份生活在宗教寬容的荷蘭。作為分離主義者，他們被祖國英格蘭視為非法激進分子。
萊頓政府因向改革宗教會（無論是英國、法國或德國）提供財政援助而受到認可，這使其成為新教知識分子追捧的目的地。許多分離主義者是諾丁漢郡一家教會的非法成員，秘密地實踐他們的信仰。當得知當局知曉他們的會眾後，教會成員連夜逃走，只帶了身上的衣服，並秘密逃往荷蘭。
會眾在荷蘭的生活變得越來越困難。他們被迫從事卑微且勞累的工作，例如清理羊毛，這導致了各種健康問題。 此外，該國的一些主要神學家開始參與公開辯論，導致內亂，讓人擔心西班牙可能會像幾年前那樣再次圍困荷蘭人民。英國詹姆士一世隨後與荷蘭結盟對抗西班牙，條件是取締在荷蘭的英國分离主义者的教會。總的來說，這些成為分離主義者駛向新世界的動力，這將增加超出了詹姆斯國王和他的主教的範圍的好處。
他們前往美國的願望被認為是大膽而冒險的，因為之前在北美定居的嘗試都失敗了。 詹姆斯敦成立於 1607 年，大多數定居者在第一年就去世了。在冬季前六個月，500名新來者中有440人死於飢餓。分離主義者也了解到原住民持續不斷的攻擊威脅。儘管有許多反對前往這片新土地的爭論，但他們堅信上帝希望他們去這片土地：「我們確實相信並相信主與我們同在，」他們寫道，「祂會仁慈地使我們的事業繁榮昌盛，基于我們內心的單純。」

## 航程
起初，分離派教徒們打算搭乘五月花號和另一艘較小的船史佩德威爾號（英語：Speedwell）。五月花號是租借來的，史佩德威爾號是移民們在70個投資商人的資助下購買的。第一次航行于1620年8月5日從英國南安普頓出發，但是史佩德威爾號進水，不得不返回達特茅斯修理。
在第二次的航行，當船隻进入大西洋時，史佩德威爾號因再次進水而要折返回普利茅斯。一些史學家考證後認爲，史佩德威爾號船體較小，雇來的水手們不願意冒風險遠航美洲新大陸而蓄意破壞。
移民們只得將史佩德威爾號號上的人和貨並裝到五月花號上。經過重新整頓後，於9月16日，五月花號從普利茅斯出發，單獨完成了為期66日的航程。船上擠滿了102名乘客和大約35人的船員，還有狗和家禽，每人只有很小的空間去放置隨身的行李。

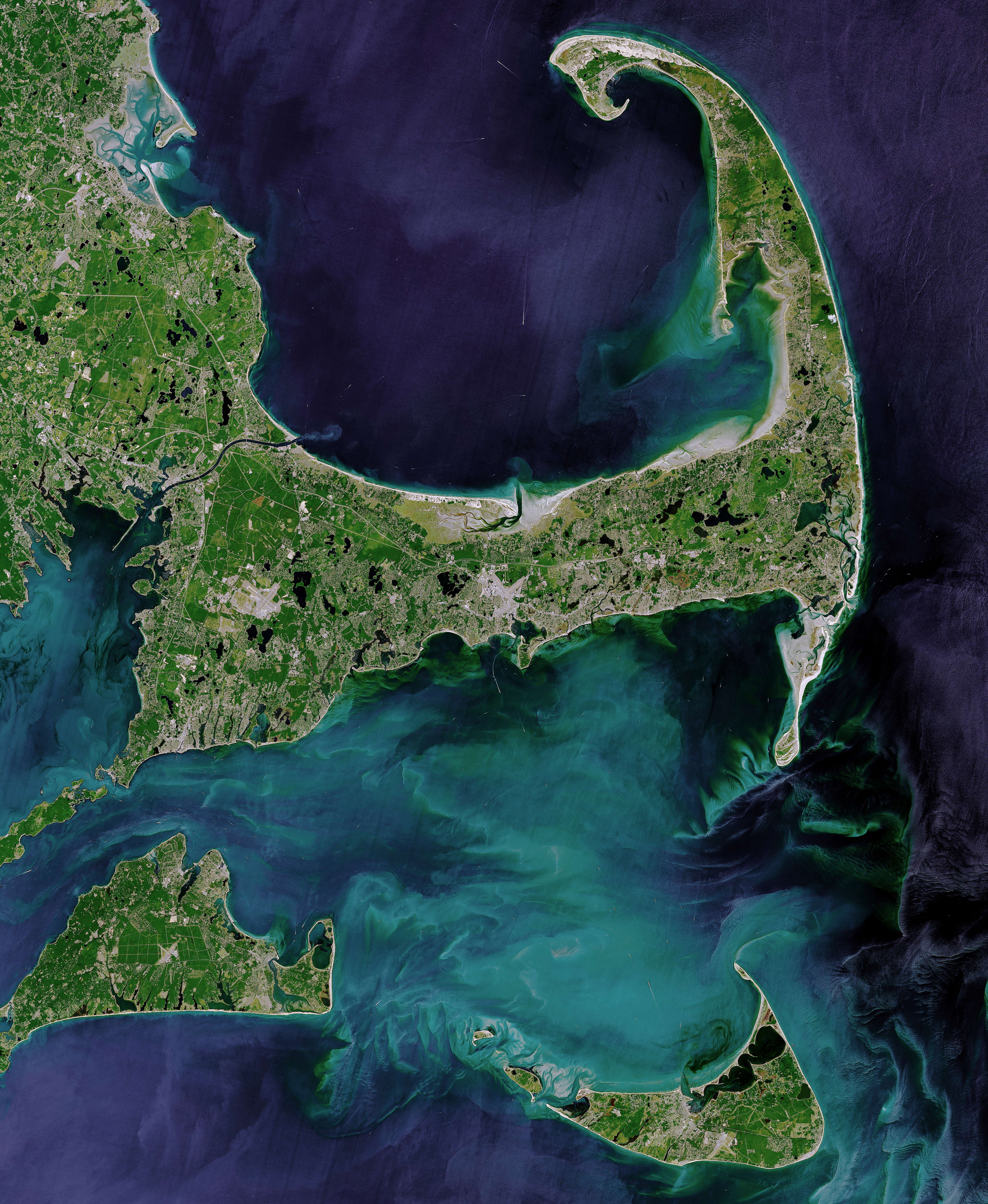
科德角

航行中，五月花號的主船桿曾出現裂縫，最後要用一口大的鐵螺絲釘去修補。五月花號在加拿大的紐芬蘭省，阿瓦隆半岛南部的靠岸，由當地漁民提供日用品及食水補給，然後向鳕鱼角進發。
他們原本的目的地是在北維珍尼亞哈德遜河（現在的紐約曼哈頓）一帶的陸地。但因惡劣的大風天氣逼迫他們停靠新英格蘭東部的鳕鱼角海灣。12月23日，他們在普裏茅斯登陸建房，構築移民點。但這不是倫敦維珍尼亞殖民公司容許他們移民的地方。

### 《五月花号公约》
這樣的形勢，迫使他們需要自己管理自己的“無主”流民。為了平息這班移民者在航行中積累的糾紛，也爲了上岸建立新殖民地以及可能的自治政府作好准備。1620年11月11日，五月花號靠岸於鱈魚角時，船上102名新移民中的41名成年男子簽署了《五月花號公約》。這份公約成爲美國日後無數自治公約中的首例，它的簽約方式及內容代表著「人民可以由自己的意思來決定自治管理的方式、不再由人民以上的強權來決定管理。」在此開創了一個自我管理的社會結構，這在王權與神權統治的時代，暗示了許多民主的信念。
《五月花号公约》寫道：「為了上帝的榮耀，為了增加基督教的信仰，為了提高我們國王和國家的榮耀，我們飄洋過海，在維吉尼亞北部開發第一個殖民地。我們這些簽署人在上帝面前共同莊嚴立誓簽約，自願結為民眾自治團體。為了使上述目的能得到更好的實施、維護和發展，將來不時依此而制定頒佈，被認為是對這殖民地全體人民都最合適、最方便的法律、法規、條令、憲章和公職，我們都保證遵守和服從。」
1621年4月5日，五月花號從普利茅斯殖民地出发，返回英格蘭，順風順水，於1621年5月6日到達英格蘭。

## 抵达美洲

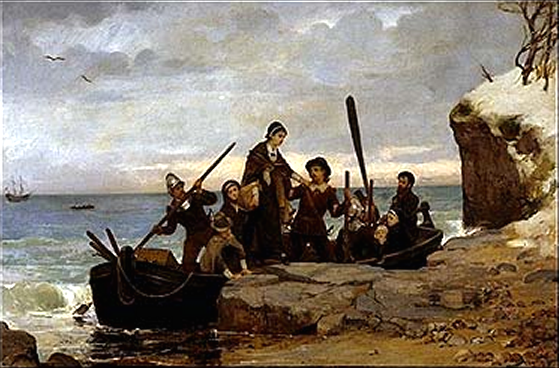
《朝圣者登陆》亨利·培根于1877 年的画作

1620年11月19日 [O.S. 1620 年11 月9 日]，他們看到了現在的科德角。他們花了幾天時間試圖向南航行到他們計劃的目的地弗吉尼亞殖民地，他們在那裡獲得了定居的許可商業冒險家公司。 但冬季洶湧的海水迫使他們返回科德角胡克港，即今天的普羅溫斯敦港，並於11月21日 [O.S. 11月11日起錨 。
正是在起錨之前，男性朝聖者和非朝聖者乘客（會眾中的成員將其稱為「陌生人」）起草並簽署了《五月花號公約》。該公約的決議包括制定法律的決議秩序，旨在平息隊伍內部日益加劇的衝突。邁爾斯·斯坦迪什被選中來確保規則得到遵守，因為大家一致認為需要執行紀律以確保計劃中的殖民地的生存。
普利茅斯殖民地第二任總督威廉·布拉德福德 (William Bradford) 描述了朝聖者上岸的那一刻：
就這樣，他們到達了一個好港，安全上岸後，他們跪下來，祝福天上的上帝，是他帶領他們渡過了浩瀚而狂暴的海洋，把他們從一切危險和苦難中解救出來，再次出發。他們的腳踩在堅實而穩定的土地上。

### 第一個冬天

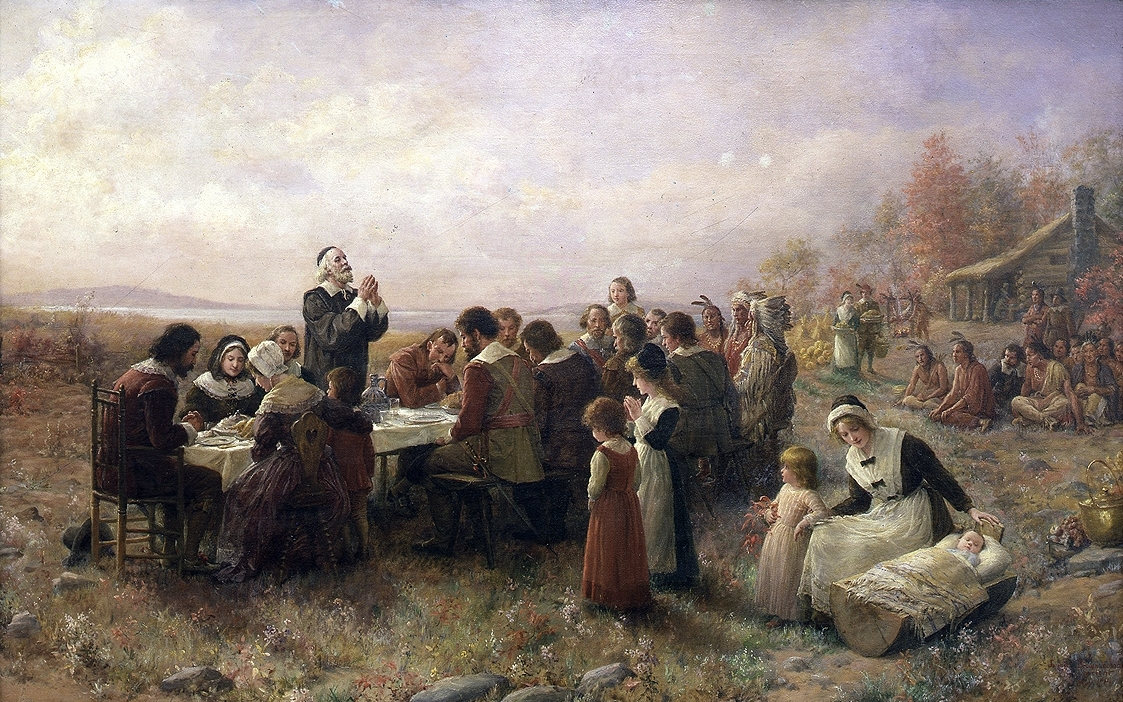
《朝圣者的第一个感恩节》

12月7日 [O.S. 11月27日] 星期一 ，在克里斯多福瓊斯上尉的指導下，一支探險隊出發尋找合適的定居點。 敞篷小船上共有34人，24名乘客和10名水手。 他們對偵察中遇到的嚴冬天氣沒有做好準備，因為清教徒們不習慣冬天的天氣，因為冬天比家鄉冷得多。 由於天氣惡劣，他們被迫上岸過夜，在冰點以下的氣溫下，他們衣衫襤褸，鞋子濕透，襪子一夜之間就結冰了。
普利茅斯在第一個冬天面臨許多困難，最顯著的是飢餓的風險和缺乏合適的住所。 清教徒根本不知道到 11 月中旬地面就會結冰，無法進行任何種植。 他們也沒有做好應對暴風雪的準備，如果沒有雪鞋的話，鄉村地區將無法通行。 而且在匆忙離開時，他們並沒有想到要帶任何釣魚竿。
從一開始，他們從當地美洲原住民那裡得到的援助就至關重要。 一位殖民者的日記報道說：「我們挖了更多的玉米，裝滿了兩三個籃子，還有一袋豆子……總共有大約十蒲式耳，足夠做種子了。在上帝的幫助下，我們才找到玉米了。」我們找到了這種玉米，否則我們怎麼可能做到這一點，而不遇到一些可能給我們帶來麻煩的印第安人。」总督布拉德福德抱有希望：
朋友們，如果我們建造了一個種植園，上帝就會創造奇蹟！ 特別是考慮到我們的食物將會多麼匱乏； 最重要的是，我們之間不團結，缺乏好的導師和領導者。 暴力會摧毀一切。 重建耶路撒冷城牆和以色列國的摩西和尼希米的溫柔和謙卑的精神在哪裡？ ……從理性上講，我看不出我們該如何逃脫，甚至飢餓的人喘不過氣來：但上帝可以做很多事情； 祂的旨意將會實現！」
冬天，乘客們留在五月花號上，爆發了一種由壞血病、肺炎和肺結核混合而成的傳染病。 結束後，只剩下53名乘客——剛好超過一半，一半的船員已经死亡。 春天，他們在岸上搭建了小屋，乘客們於 [O.S. 1620 年 3 月 21 日] 1621年3月31日從五月花號上岸。
歷史學家本森約翰洛辛（Benson John Lossing）描述了第一個定居點：
經過許多艱辛……清教徒先祖們於1620年12月首次踏上馬薩諸塞灣荒涼海岸的一塊光禿禿的岩石，而地球周圍都覆蓋著厚厚的積雪……確實，他們面前的前景是沉悶的。 在建造住所的第一聲斧頭揮出之前，一半的人就已經因暴露和匱乏而屈服了……

## 遗产

### 2020年的400週年紀念
2020 年是五月花號登陸 400週年。英國和美國的組織計劃舉辦慶祝活動來紀念這次航行。新英格蘭各地都舉行了慶祝週年紀念的慶祝活動。 其他慶祝活動原計劃在英格蘭和荷蘭舉行，朝聖者在航行前一直流亡在那裡，但COVID-19疫情迫使一些計劃被擱置。
紀念該週年的一些活動包括五月花號自主船橫渡大西洋，船上沒有任何人，它使用 IBM 設計的人工智慧船長自行導航穿越海洋。哈里奇五月花遺產中心希望在英國哈里奇建造一艘該船的複製品。清教徒的後裔尋找「一生一次」的經驗來紀念他們的祖先。

### 五月花号的名字
鲁斯兰号（SS Ruslan）是一艘來自敖德薩，终抵雅法的第三次运载犹太人回歸巴勒斯坦的船，因其在以色列文化發展中的文化重要性而被稱為“以色列五月花”，因為魯斯蘭船上有幾位以色列文化的先驅。